# Moses Usor
Moses Usor, né le 5 février 2002 au Nigeria, est un footballeur nigérian qui évolue au poste d'ailier droit au LASK.

## Biographie

### Slavia Prague
Né au Nigeria, Moses Usor est formé par le club local de 36 Lions FC avant de rejoindre la Tchéquie et le SK Slavia Prague en 2022. Il joue son premier match en professionnel avec le Slavia le 15 mai 2022, lors d'une rencontre de championnat face au rival de l'AC Sparta Prague. Il entre en jeu en cours de partie à la place de Tomáš Holeš, et son équipe s'incline par deux buts à un. 
Le 23 juin 2022, Usor signe son premier contrat professionnel avec le Slavia d'une durée de trois ans, soit jusqu'en juin 2025. Intégré ensuite à l'équipe première durant l'été, il se fait remarquer durant les matchs amicaux d'avant-saison. Il fait alors ses débuts en coupe d'Europe, lors du deuxième tour de qualification pour la Ligue Europa Conférence 2022-2023 le 21 juillet 2022 face au Saint Joseph's FC. Il est titularisé et délivre une passe décisive pour Yira Sor, contribuant ainsi à la victoire du Slavia (0-4 score final),.

### Prêt au LASK
Le 18 janvier 2023, lors du mercato hivernal, Moses Usor rejoint l'Autriche et le LASK sous la forme d'un prêt jusqu'à décembre 2023. 
Usor joue son premier match pour le LASK le 5 février 2023, à l'occasion d'une rencontre de coupe d'Autriche contre l'Austria Klagenfurt. Il marque son premier but pour le club le 28 mai 2023, contre le FK Austria Vienne en championnat. Il entre en jeu et participe à la victoire de son équipe par trois buts à un.
Usor rejoint définitivement le LASK en janvier 2024. Le transfert est annoncé dès le 17 novembre 2023, et il s'engage pour un contrat courant jusqu'en juin 2028.